# Stade Charles Tondreau
Le stade Charles Tondreau est un stade belge de football situé à Mons en Province de Hainaut, dans lequel évolue le RAEC Mons.
Sa capacité est actuellement de 6 000 places.

## Histoire
Le stade Tondreau a été inauguré en 1910, dans le quartier du même nom, sur un terrain mis à disposition par la Ville de Mons. D'abord utilisé par plusieurs clubs locaux, il devient progressivement le terrain principal du RAEC Mons, qui s’y installe durablement au cours du XXe siècle.
L’infrastructure a été modernisée à plusieurs reprises, notamment dans les années 2000, lors de la montée du RAEC Mons en Division 1 belge. À cette époque, le stade est partiellement rénové pour répondre aux normes de l’élite : amélioration des tribunes, installation de nouvelles loges, espaces pour la presse et sécurité renforcée.
Le Tondreau a accueilli plusieurs événements marquants du football montois, dont la montée du club en D1 en 2002, et les derbies hennuyers contre La Louvière ou Charleroi. Il demeure un lieu symbolique pour les supporters du matricule 44.
À la suite de la faillite du RAEC Mons en février 2015, le stade connaît une période d’incertitude. Il est alors occupé temporairement par deux clubs locaux : le Royal Albert Quévy- Mons utilise le stade comme résidence officielle entre 2015 et 2020 et Le Royal Football Club Rapid Symphorinois, autre club montois, y dispute également leur matchs à domicile entre 2019 et 2024.
En 2020, le club Renaissance Mons 44 relance officiellement le RAEC Mons autour de son identité historique, avec le soutien de la Ville. Le club reprend le stade Tondreau comme siège principal, renouant avec ses racines sportives et symboliques.
Le Stade Charles Tondreau a accueilli plusieurs rencontres internationales de rugby à XV impliquant l' équipe de Belgique de rugby à XV. Le 3 février 2024, les Diables Noirs y ont réalisé un véritable exploit en battant le Portugal sur le score de 10 à 6, lors de la phase de poules du Rugby Europe Championship 2024. Le 2 novembre 2024, le stade a de nouveau été le théâtre d’un match international, cette fois face à la Suisse, dans le cadre d’un test-match de préparation. Enfin, le 8 février 2025, la Belgique y a affronté la Roumanie pour un match du Championnat d'Europe de rugby à XV, s'inclinant 14 à 31.

## Rénovations du stade
Le 16 mai 2024, la Ville de Mons, propriétaire du stade, et le RAEC Mons présentent officiellement un ambitieux projet de rénovation des tribunes 3 et 4 du stade Charles Tondreau. Le chantier est confié à la société wallonne Lixon, lauréate de l'appel d'offres public.
Ce projet prévoit une augmentation de la capacité du stade d’environ 2 000 places supplémentaires, ainsi qu’un vaste programme d’aménagement immobilier intégré aux tribunes rénovées. Le complexe comprendra notamment :
200 kots étudiants,Appartements, lofts et penthouses, Une salle des fêtes pour étudiants, Un pôle de médecine sportive, Une salle de sport accessible au public, Un magasin de proximité, Une librairie.
Cette rénovation s'inscrit dans une volonté de faire du stade Tondreau un pôle urbain multifonctionnel, combinant activité sportive, vie étudiante et services de quartier. Le chantier devrait s’étendre sur une durée estimée de deux à trois ans, avec une livraison progressive des différentes infrastructures.